# Stimmhorn
Stimmhorn est un groupe suisse d'inspiration musiques du monde, actif entre 1996 et 2009. Il est composé de Christian Zehnder et Balthasar Streiff. 

## Histoire
Le groupe est formé en 1996 par Balthasar Streiff et Christian Zehnder. Le nom du groupe désigne le style musical du groupe, qui se composait principalement de la voix de Christian Zehnder et de différents sons de cor de Balthasar Streiff. L'instrumentation et la technique du groupe étaient alors très variées. Christian Zehnder maîtrise non seulement le chant « normal », mais aussi le chant harmonique et le yodel, et joue des instruments tels que le cornet à bascule, le bandonéon, la bandurria, les tuyaux d'orgue, le hang et autres. Balthasar Streiff joue, en plus du chant, des instruments suivants : cor des Alpes, cor double, alpofon (un instrument qu'il a lui-même développé), Büchel, cornet, trompette baroque, cornet à bouquin, tuba et cor de chèvre.
En outre, le duo a également travaillé progressivement avec des musiciens invités, comme le groupe de chant harmonique Huun-Huur-Tu de Touva ou Tomek Kolczyński (kold electronics) sur leur dernier album Igloo et dans la production Faust II.
Le duo est également apparu (aux côtés de Noldi Alder et Erika Stucky) dans le film Heimatklänge de Stefan Schwietert (D, CH, A, 2007). Dans ce film, Christian Zehnder raconte, à propos de ses racines artistiques, qu'il a toujours détesté le yodel.
Zehnder et Streiff se produisent pour la dernière fois en novembre 2009 sous le nom Stimmhorn.
Le yodel initial de la chanson Triohatala de l'album Schnee est samplé par Deichkind en 2022 dans leur chanson In der Natur.

## Style musical
Christian Zehnder pratique voix, chant diphonique, yodel, accordéon, bandonéon, bandurria, tuyaux d’orgue, tire-lait, etc. et Balthasar Streiff le cor des Alpes, alpophone, büchel, cornet, trompette baroque, tuba, chophar, voix, etc.

## Discographie
- 2004 : Igloo[5]
- 2001 : Inland[6]
- 1997 : Schnee
- 1996 : Melken

## Documentaire
- Pierre-Yves Borgeaud, Inland, 2001, 45 min[7],[8].